# 多輻翼甲鯰
多輻翼甲鯰（學名：Pterygoplichthys multiradiatus），俗稱琵琶鼠、垃圾魚、清道夫魚，是輻鰭魚綱鯰形目骨甲鯰科的其中一種。

## 分布
本魚原分布於南美洲奧里諾科河流域。現已引進美國、台灣、夏威夷成為入侵物種。

## 特徵
本魚魚體呈棕綠色，身上布滿清晰的豹狀斑點，這些斑點延伸至鰭上。表皮上有彩虹色，在光亮下逐漸褪色，有唇形成的吸盤狀圓盤，體長可達50公分。

## 生態
本魚棲息於溪流與湖泊雜草叢生且泥質的水底，夜間活動，屬雜食性，吃藻類，但是有時也會吃蠕蟲，昆蟲幼生與其他的底棲水生的動物。

## 經濟利用
為觀賞性魚類，不具食用性。